# Ormiscodes rufosignata
Ormiscodes rufosignata is een vlinder uit de familie nachtpauwogen (Saturniidae), onderfamilie Hemileucinae.
De wetenschappelijke naam van de soort is voor het eerst geldig gepubliceerd door Blanchard in 1852.